# 偕樂園車站
36°22′23.34″N 140°27′22.68″E / 36.3731500°N 140.4563000°E
偕樂園車站（日语：／ Kairakuen eki */?）是位于日本茨城縣水戶市常磐町，由東日本旅客鐵道所營運的鐵路車站。此站為臨時車站，只於每年二月至三月梅花花季時營運，以紓解前往偕樂園賞花的龐大人潮，且僅往水戶車站方面的下行列車停靠，往上野車站方面的上行列車一律通過不停靠，因此若要往上野方面搭車的旅客須先搭往水戶再換車。營業期間的週六及週日，下行的常陸號列車會增停此站上下客。

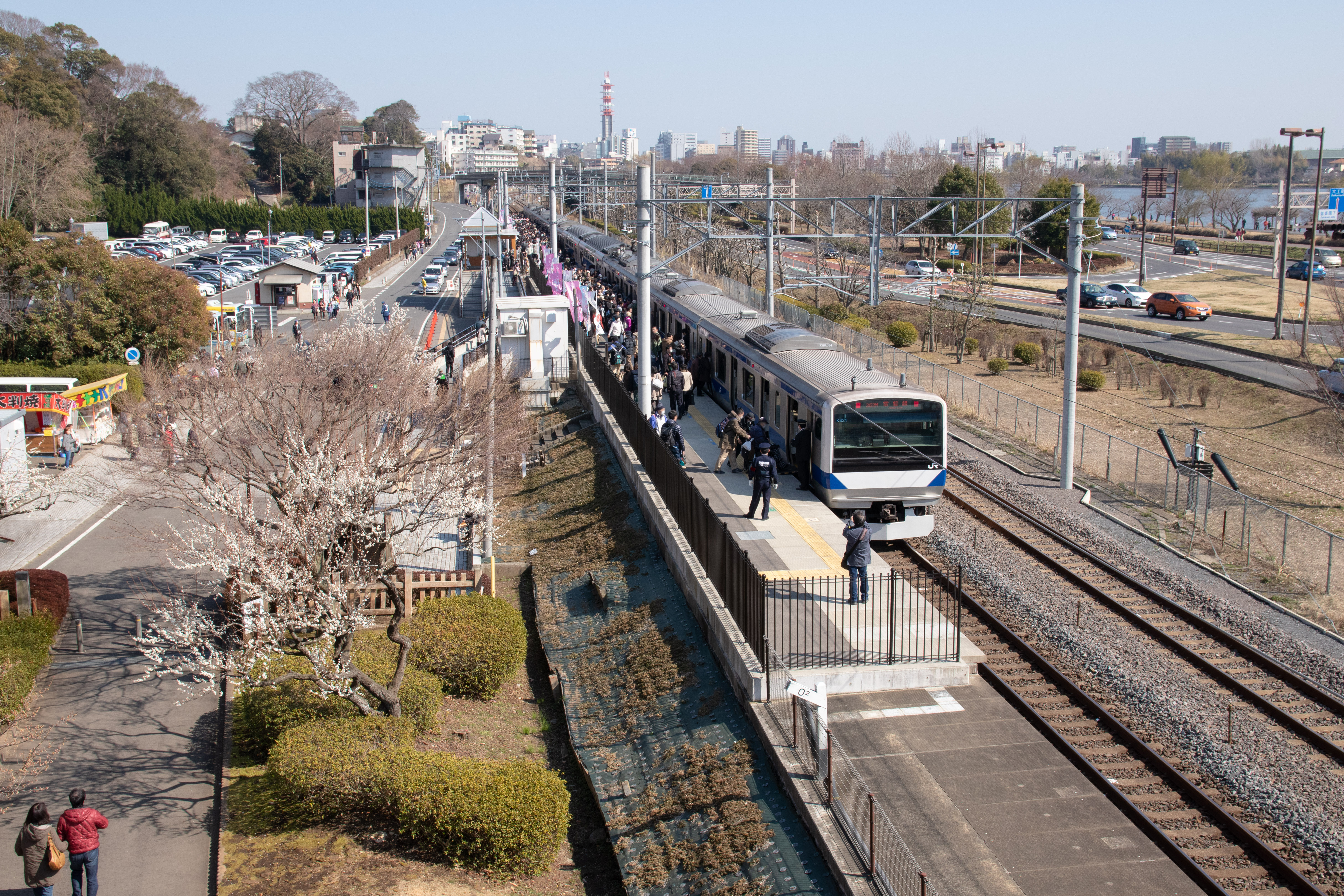
月台遠景(2019年3月)

## 車站結構
下行線設置混凝土月台，側式月台1面1線的地面車站。此站雖然位於複線路段，但由於沒有設置上行線月台，上行列車通過。車站管理由水戶站負責。

## 相鄰車站
東日本旅客鐵道
■常磐線（包括直通■水戶線。只限下行列車停靠）
赤塚 → （臨）偕樂園 → 水戶

## 外部連結
- 車站資訊（偕樂園）：東日本旅客鐵道